# Żabia Przełęcz
Die Żabia Przełęcz (slowakisch Žabie sedlo, deutsch Froschseejoch oder Frosch-Pass) ist ein Gebirgspass im Süden der polnischen Woiwodschaft Kleinpolen und der Slowakei in der Hohen Tatra. Der Pass befindet sich in der Gemeinde Bukowina Tatrzańska auf dem Hauptkamm der Tatra und verbindet das Tal Dolina Rybiego Potoku mit dem Tal Hincova dolina im Talsystem der Mengusovská dolina. Der Pass ist 2225 m n.p.m. hoch und grenzt an die Gipfel Żabi Koń (Žabí kôň) sowie Rysy.

## Tourismus
Auf den Pass führt kein Wanderweg.

## Erstbesteigung
Der Pass wurde 1907 von einer Bergsteigergruppe Zygmunt Klemensiewicz, Roman Kordys, Aleksander Znamięcki zum ersten Mal urkundlich nachweisbar bestiegen.